# Operatie Doppelkopf
Operatie Doppelkopf (Duits: Unternehmen Doppelkopf) was de codenaam voor een Duits offensief in de Tweede Wereldoorlog in augustus 1944 in Koerland. In de vervolgoffensieven na Operatie Bagration rukten Sovjet-troepen in juli 1944 op door Litouwen en Letland en bereikten de kust van de Golf van Riga. Het Duitse opperbevel zette snel een tegenoffensief op om de verbinding tussen de Heeresgruppen Nord en Mitte te herstellen en de strategisch belangrijke plaatsen Šiauliai (Duits: Schaulen) en Jelgava (Duits: Mitau) te heroveren. De verbinding kon hersteld worden, maar de rest van de doelen werden niet gehaald.

## Voorgeschiedenis

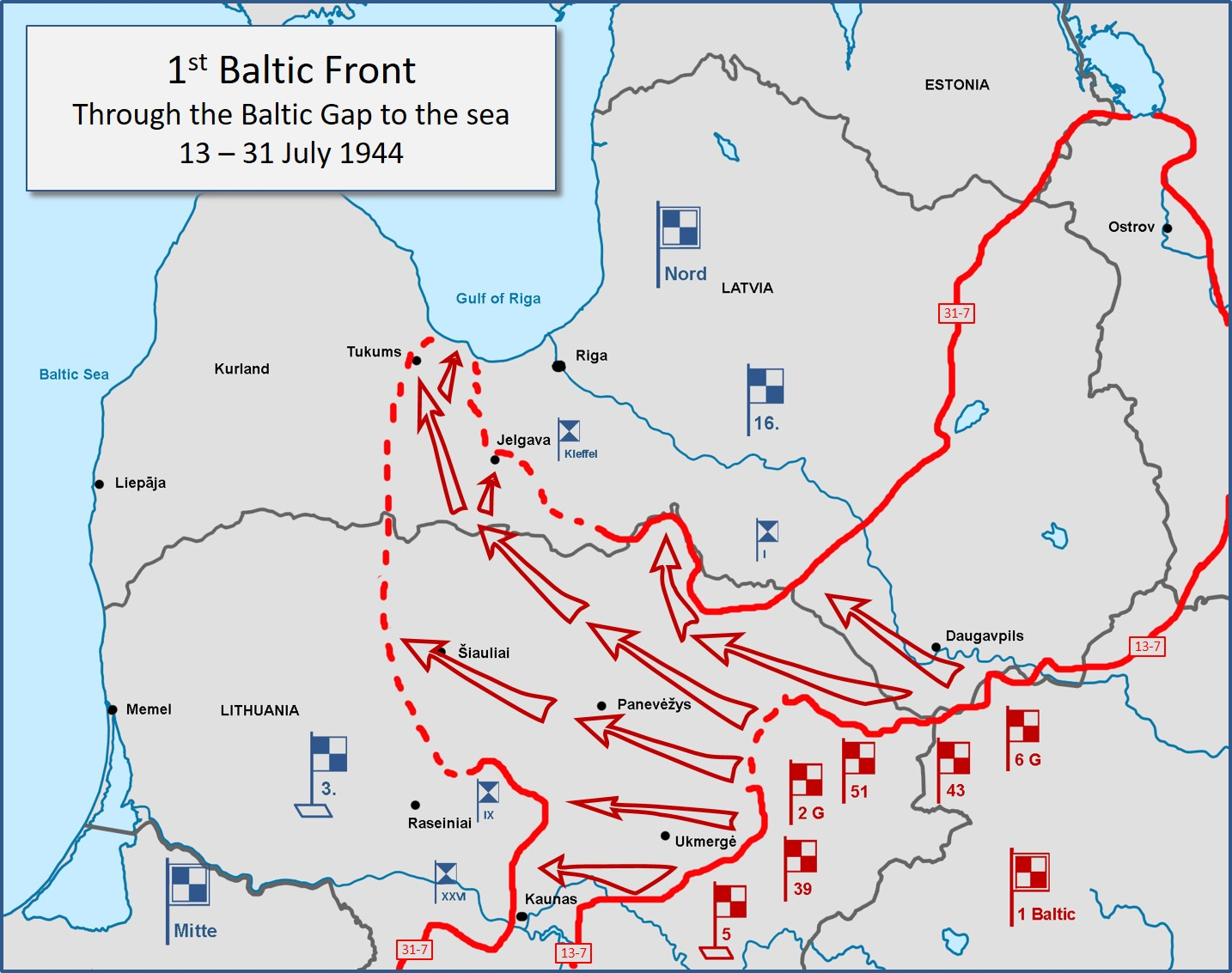
De stoot van het 1e Baltische Front door het "Baltisch gat"

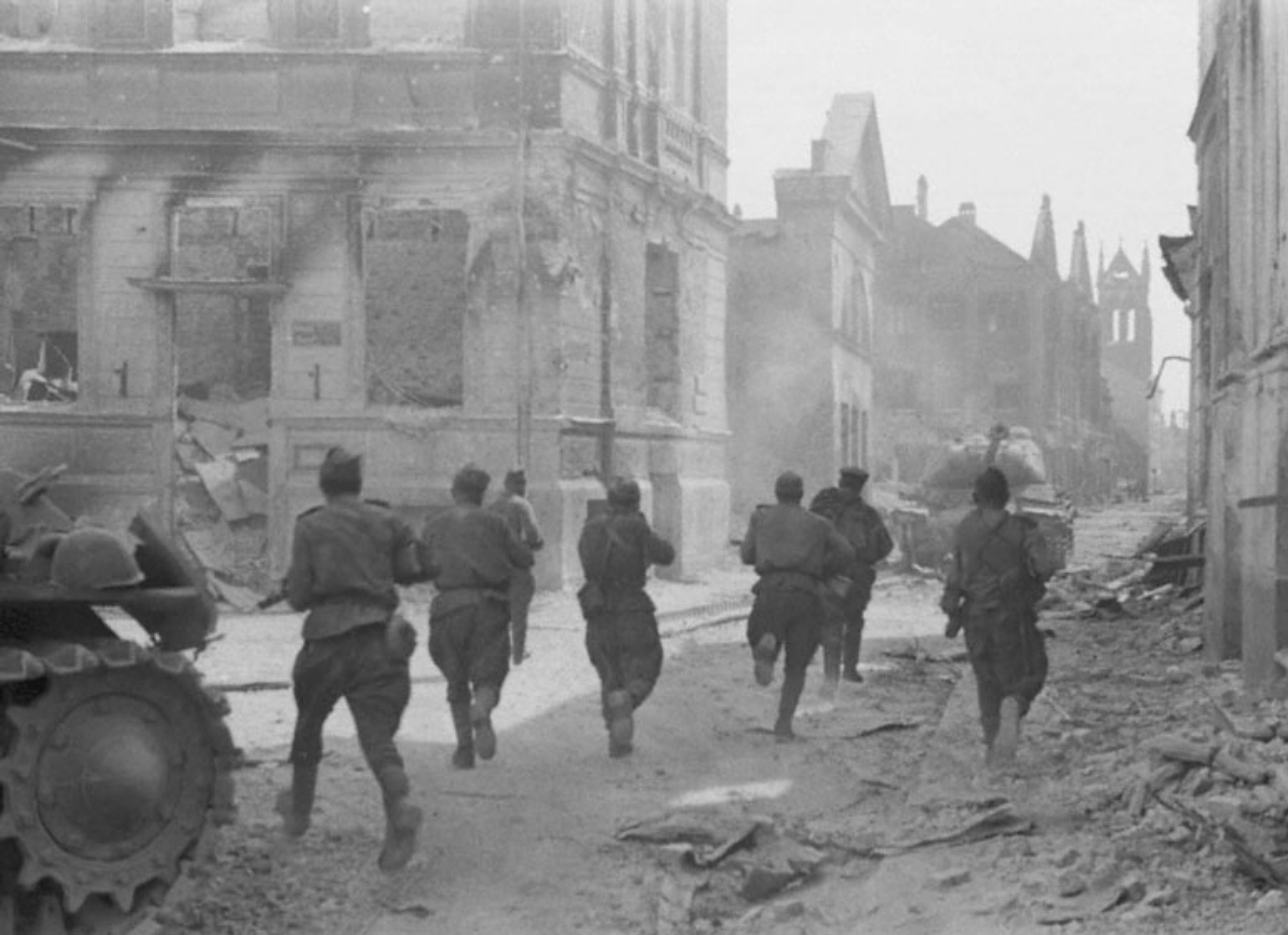
Straatgevechten in Jelgava begin augustus 1944.

Het Sovjet Šiauliai Offensief (Russisch: Шяуляйская наступательная) was een operatie van het Sovjet 1e Baltische Front en dit was de derde fase van Operatie Bagration. Tijdens Operatie Bagration werd het Duitse 3e Pantserleger verdreven vanuit het gebied rond Vitebsk door troepen van het Sovjet 3e Wit-Russische Front. De doorbraak van het Sovjet 5e Garde Tankleger was rechtstreeks op Vilnius gericht. Het linker korps van het 3e Pantserleger (9e Legerkorps) en het rechterkorps van het 16e leger (1e Legerkorps) werden uit elkaar gedrukt en steeds groter werd dit gat, door de Duitsers het “Baltische gat” genoemd. Het 9e Legerkorps trok terug naar Ukmergė en het 1e Legerkorps naar Daugavpils. Voor de verdere uitvoering van het offensief in dit gat werden op 14 juli het Sovjet 2e Gardeleger en het 51ste Leger in de strijd geïntroduceerd (vanuit Stavka reserve). Tegen 22 juli hadden deze troepen Panevežys ingenomen, op 27 juli Šiauliai en op 31 juli werd Jelgava bereikt. De mobiele eenheden van het front kwamen Tukums binnen en bereikten de kust van de Golf van Riga, waardoor de landcommunicatie van Heeresgruppe Nord werd onderbroken. Het Oberkommando des Heeres startte onmiddellijk met het maken van plannen om de verbinding tussen de twee Heeresgruppen te herstellen.

## Planning
Volgens de plannen zou het 39e Pantserkorps de hoofdstoot uitvoeren. Op 5 augustus werd het korps bij Warschau afgelost door het IV SS Pantserkorps en werd naar Litouwen verplaatst. Het korps zou moeten aanvallen van Mažeikiai (Duits: Moscheiken) richting Auce en Jelgava en zo contact opnemen met het 16e leger. Hiervoor zou het korps drie pantserdivisies krijgen. Het 40e Pantserkorps had pas op 4 augustus de frontsector bij Vilkaviškis (Duits: Wilkowischken) overgenomen en werd een week later meer naar het noorden verplaatst. Het korps zou aanvallen vanuit Kelmė, richting Šiauliai, deze stad nemen en de rechterflank van het 39e Pantserkorps beschermen. Hiervoor kreeg het korps twee pantserdivisies, een pantsergrenadierdivisie en een infanteriedivisie toegewezen. Verder lag er ter hoogte van Tukums de Pantserdivisie “Strachwitz”, samengesteld uit de SS Panzerbrigade Gross en Panzerbrigade 101. Deze ad-hocdivisie zou langs de kust oprukken en had een neventaak, maar zou nog voor een verrassing zorgen. De 1e Infanteriedivisie was ook voorzien om bij het 40e Legerkorps aan te sluiten, maar werd naar het gebied Vilkaviškis gestuurd, wegens een defensieve crisis daar.

De benodigde divisies werden overal vandaan gehaald. De 4e Pantserdivisie was begin augustus in actie bij Warschau in tegenaanvallen op het 2e Sovjet Tankleger en werd vanaf 11 augustus op transport gezet. De 5e Pantserdivisie was in actie in de gevechten rond Vilkaviškis, diens frontsector werd tussen 11 en 14 augustus overgenomen door 547e Grenadierdivisie. De 7e Pantserdivisie was de enige divisie die zich niet hoefde te verplaatsen, maar was al in actie in zijn sector bij Kelmė. Op 15 augustus viel de divisie aan richting Kelmė, het verzamelgebied voor de eigenlijke aanval voor de volgende dag. De 12e Pantserdivisie was begin augustus in actie bij Łomża. Verplaatsing was laat en zelfs tijdens de operatie kwamen nog onderdelen aan. Zou in eerste instantie in reserve blijven achter 4e en 5e Pantserdivisies. De 14e Pantserdivisie was sinds eind juli in opfrissing bij Cetireni in Moldavië bij het 8e Leger en was op transport naar Letland van 6 tot 15 augustus. De Pantsergrenadierdivisie Großdeutschland was in actie in de gevechten rond Vilkaviškis, diens frontsector werd tussen 11 en 12 augustus overgenomen door 561e Grenadierdivisie.

Behalve de 7e Pantserdivisie, die al in het front lag, zouden alle divisies verzamelen ver van het front om de verrassing volkomen te manken. Zo moesten bijvoorbeeld de 4e en 5e Pantserdivisies vóór de aanval een nachtmars van 75 km maken om bij hun startposities te komen.

Op 3 augustus werd het Sovjet 5e Garde Tankleger onder bevel van het 1e Baltische Front gebracht. In de eerste week van augustus stelde het 1e Baltische Front versterkt Duits transport vanuit Oost-Pruisen naar het noorden vast en hield er rekening mee dat de Duitsers zouden proberen de corridor naar de Golf van Riga in tweeën te splitsen. Het 43e Leger en het 6e Gardeleger vormden de ring zuidelijk van Riga en bleven hier in de aanval. Het 51e Leger vormde de verdediging in de corridor en het 2e Gardeleger vormde de westelijke defensie. Verschillende gepantserde eenheden, zoals het 3e Gemechaniseerde Korps en het 1e Tankkorps werden in reserve gehouden voor eventualiteiten.

## Slagorden

### Wehrmacht
- 3e Pantserleger - General der Panzertruppe Erhard Raus (gedeeltelijk)
  - direct onder bevel
    - Pantserdivisie “Strachwitz” - Generalmajor Hyacinth Graf Strachwitz

  - 39e Pantserkorps - General der Panzertruppe Dietrich von Saucken
    - 4e Pantserdivisie - Generalmajor Clemens Betzel
    - 5e Pantserdivisie - General der Panzertruppe Karl Decker
    - 12e Pantserdivisie - Generalleutnant Erpo Freiherr von Bodenhausen

  - 40e Pantserkorps - General der Panzertruppe Otto von Knobelsdorff
    - 7e Pantserdivisie - Generalmajor Karl Mauss
    - 14e Pantserdivisie - Generalmajor Oskar Munzel
    - Divisie Großdeutschland - Generalleutnant Hasso von Manteuffel

Beschikbare Duitse pantsergevechtsvoertuigen:
- 4e Pantserdivisie - 63 (32) Panzerkampfwagen IV, 38 (15) Panzerkampfwagen V Panther
- 5e Pantserdivisie - 34 (24) Panzerkampfwagen IV, 28 (14) Panzerkampfwagen V Panther
- 7e Pantserdivisie - 44 (24) Panzerkampfwagen V Panther, 5 Sturmgeschütz III, 19 Panzerjäger I
- 12e Pantserdivisie - 28 Panzerkampfwagen IV, 22  (20) Sturmgeschütz III, 16 Jagdpanzer IV
- 14e Pantserdivisie - 11 Panzerkampfwagen IV, 11 Sturmgeschütz III – De Panther-Abteilung met 60 (6) Panzerkampfwagen V Panther zou pas op 24 augustus bij de divisie komen
- Pantsergrenadierdivisie Großdeutschland - 8 (7) Panzerkampfwagen IV, 54 (41) Panzerkampfwagen V Panther, 37 (29) Panzerkampfwagen VI, 24 (20) Sturmgeschütz III
- Pantserdivisie “Strachwitz” - 10-15 Panzerkampfwagen III en Panzerkampfwagen IV, 7 Panzerkampfwagen VI, 36 Panzerkampfwagen V Panther, 11 Jagdpanzer IV

De genoemde getallen waren de inzetbare voertuigen, tussen haakjes degene die in kortdurende reparatie waren.

### RKKA

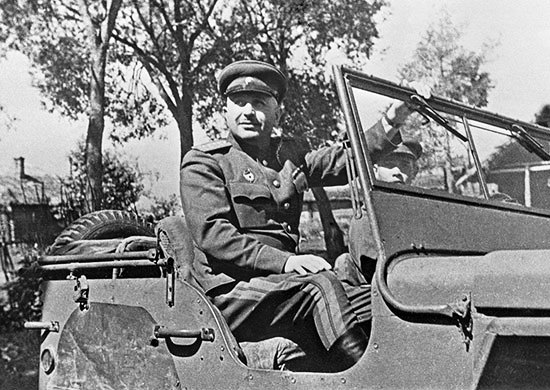
Generaal Ivan Bagramjan leidde het 1e Baltische Front

- 1e Baltische Front – Generaal Ivan Bagramjan
  - 2e Gardeleger – Luitenant-generaal Porfiry G. Tsjantsjibadze
    - 11e Garde Legerkorps – Generaal-majoor Boris A. Rozjdestvensky
      - 2e Garde Fusilierdivisie – Generaal-majoor Nikita S. Samochvalov
      - 32e Garde Fusilierdivisie – Generaal-majoor Nikolay K. Zakoerenkov
      - 33e Garde Fusilierdivisie – Generaal-majoor Pavel M. Volosatykh

    - 13e Garde Legerkorps - ?
      - 3e Garde Fusilierdivisie – Garde Kolonel Grigory F. Polisjtsjoek
      - 24e Garde Fusilierdivisie - Generaal-majoor Jakov F, Eremenko
      - 87e Garde Fusilierdivisie - Generaal-majoor Kirill Y. Tymchik

    - 54e Legerkorps - ?
      - 126e Fuselierdivisie – Kolonel Aleksandr I. Kazakov
      - 263e Fuselierdivisie – Generaal-majoor Alexander M. Pykhtin

    - 1e Tankkorps (in reserve) - Luitenant-generaal Vasily V. Butkov
      - 89e, 117e en 159e Tankbrigades, 44e Gemotoriseerde Fuseliersbrigade

    - 103e Legerkorps (in reserve) - ?

  - 51e Leger - Luitenant-generaal Jakov G. Kreizer
    - 3e Garde Gemechaniseerde Korps (in reserve) - Luitenant-generaal  Viktor T. Oboechov
      - 7e, 8e en 9e Garde Gemechaniseerde Brigades, 35e Garde Tankbrigade

    - 1e Garde Legerkorps - Luitenant-generaal Ivan I. Missan
      - 279e Fusilierdivisie – Generaal-majoor Vladimir S. Potapenko
      - 346e Fusilierdivisie  - Luitenant-kolonel Vladimir V. Artamonov
      - 347e Fusilierdivisie - Generaal-majoor Aleksandr K. Jochimtsjoek

    - 10e Legerkorps – Generaal-majoor Konstantin P. Neverov
      - 77e Fusilierdivisie – Generaal-majoor Aleksej P. Rodionov
      - 91e Fusilierdivisie – Generaal-majoor Evgeny K. Sobyanin
      - 257e Fusilierdivisie – Kolonel Aleksandr G. Majkov

    - 63e Legerkorps – Luitenant-generaal Pjotr Kosjevoj
      - 87e Fusilierdivisie – Generaal-majoor Georgy P. Kulyako
      - 267e Fusilierdivisie – Generaal-majoor Arkhip I. Tolstov
      - 417e Fusilierdivisie – Generaal-majoor Fedor M. Bobrakov

Verder: 43e Leger met 1e, 60e en 92e Legerkorpsen en het 6e Gardeleger met 2e, 22e en 23e Garde Legerkorpsen

## Het strijdverloop

### 16 augustus – dag 1
Het 39e Pantserkorps startte om 08:00 vanaf de linie Laizuva-Vieksniai-Tryskiai met beide pantserdivisies naast elkaar en boekte goede voortgang, die zelfs ’s avond nog voortduurde. Ze kwamen tot westelijk van Vegeriai en Kruopiai en inclusief Papilė. De 12e Pantserdivisie sloot aan in het achterland. Bij het 40e Pantserkorps had Divisie Großdeutschland problemen met slechte wegen en viel aan vanaf zuidoostelijk van Luoke en nam net als de 14e Pantserdivisie een brug over de Venta in bezit. Beide divisies rukken verder naar het oosten op. De 7e Pantserdivisie had te maken met zware gevechten noordoostelijk van Kelmė. In de loop van de dag werd de Pantserdivisie “Strachwitz” onder bevel van het 39e Pantserkorps geplaatst. Aanvallen waren hier nog niet mogelijk omdat de SS Panzerbrigade Gross nog in de verdediging was en de Panzerbrigade 101 zich nog aan het verzamelen was. Een aanval hier werd pas op 18 augustus gepland. Het beeld was deze dag voor de Sovjets nog onduidelijk, met name rond het gebied van het 39e Pantserkorps. Wel werd overdacht het 5e Garde Tankleger richting Šiauliai te verplaatsen indien nodig. Dit Leger beschikte echter op dat moment maar over 17 inzetbare tanks, maar meer was onderweg.

### 17 augustus – dag 2
De 4e en 5e Pantserdivisie rukten resp. 6 km voorbij Vegeriai en Kruopiai en stonden zo nog maar 14 voor Žagarė (Duits: Schagarren). In de middag werd de 12e Pantserdivisie in de frontlijn van het 39e Pantserkorps geplaatst en nam de noordflank over. Het 40e Pantserkorps rukte verder op richting Šiauliai, maar kreeg met behoorlijke tegenstand van het 2e Gardeleger te maken. Met name Divisie Großdeutschland maakte toch nog goede vorderingen. De Luftwaffe ondersteunde op deze dag de troepen met de inzet van 114 grondaanvalsvliegtuigen, 116 jagers en 30 verkenners. De Sovjets versterkten deze dag het front van het 51e Leger met delen van de 1e en  19e Tankkorps, het 3e Garde Gemechaniseerde Korps en het 103e Legerkorps. 

De gepantserde aanval in het noorden had enkele resultaten gebracht, maar geen echte doorbraak, en dat gaf de Sovjets de tijd achter hun Pakfront nieuwe eenheden aan te voeren om de opmars nog verder te vertragen.

### 18 augustus – dag 3
De 12e Pantserdivisie nam op deze dag de heuvels ten zuiden van Auce, de 4e Pantserdivisie rukte op tot 5 km westelijk van Žagarė en de 5e Pantserdivisie kwam op 5 km zuidwestelijk van Šiauliai, maar kreeg hier een Sovjet tanktegenaanval te verduren van het 3e Garde Gemechaniseerde Korps. Het lukte de pantserdivisie er 39 buiten gevecht te stellen. De aanval van Pantserdivisie “Strachwitz” moest een dag uitgesteld worden omdat er transportproblemen waren. Het 1e Tankkorps dekte de westelijke toegangen tot Šiauliai succesvol.

### 19 augustus – dag 4

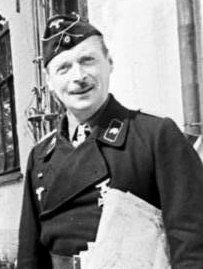
General Hyazinth Graf Strachwitz

Om 10:00 viel de Pantserdivisie “Strachwitz” met circa 60 pantservoertuigen aan richting Jaunpils en was ’s avond daar 6 km voorbij. De 12e Pantserdivisie nam Vanagi in. De 4e en 5e Pantserdivisies moesten de hele dag allerlei tegenaanvallen afweren van het 3e Garde Gemechaniseerde Korps en kwamen dus helemaal niet aan oprukken toe. Bij het 40e Pantserkorps had Divisie Großdeutschland nog kunnen oprukken, maar verloor de laatste tank van zijn noordelijke groep bij Kuziai. Ook de 14e Pantserdivisie en de 7e Pantserdivisie kwamen maar mondjesmaat vooruit. Wel kreeg deze laatste divisie een flinke versterking: schwere Panzer-Abteilung 510 werd vanaf het 9e Legerkorps ter beschikking gesteld. Deze beschikte op dat moment over 39 Tiger I’s. Het 1e Baltische Front besliste die dag om het 6e Gardeleger uit het Front te halen zuidelijk van Riga en naar de naad tussen het 51e Leger en het 2e Gardeleger te gaan plaatsen. Hiervoor moest het 6e Gardeleger een mars van 150 km maken.

### 20 augustus – dag 5
Kort voor middernacht werd de Panzergruppe von Knobelsdorff gevormd, waarbij om 12:00 het 39e Pantserkorps onder bevel van het 40e Pantserkorps trad. De Pantserdivisie “Strachwitz” viel Džūkste aan en nam het in tegen zware tegenstand en nam in de middag ook Tukums in. Hier werd de divisie sterk ondersteund door het vuur van de zware kruiser Prinz Eugen en de torpedobootjagers Z-25, Z-28, Z-35 en Z-36. Delen van de 52e Beveiligingsdivisie voerden beveiligingsopgaven uit rondom Tukums. De Pantserdivisie “Strachwitz” verloor in deze aanval vele tanks, maar dat waren meest mechanische problemen met de fabrieksnieuwe Pz V’s. De divisie rukte verder op naar Sloka en maakte daar contact met Heeresgruppe Nord. Vanaf dat moment kwam de divisie ook onder bevel van deze Heeresgruppe. De andere divisies van de Panzergruppe von Knobelsdorff vochten moeizaam door op deze dag en bereikten bescheiden voortgang. Rond Šiauliai hadden de Sovjets hun verdediging goed op orde.

Maar er gebeurde die dag wel iets opmerkelijks. Het 51e Leger meldde ver overdreven dat 300 (!) tanks Tukums aanvielen. Daarop werd het 19e Tankkorps en het 60e Legerkorps onder bevel van het 51e Leger gebracht voor een tegenaanval. Maar toen ’s middag een melding binnenkwam dat de Duitsers met 35 landingsboten aan de kust geland waren, werden de twee Sovjet divisies van de kust teruggetrokken naar de lijn Jelgava - NW-Dobele – Auce. Daarmee was de corridor tussen de twee Heeresgruppen duidelijk open.

### 21 augustus – dag 6
De situatie in de corridor was deze dag nog onduidelijk. De 52e Beveiligingsdivisie had hier rondom Tukums het bevel overgenomen en ging steeds meer samenwerken met Korps z.b.V. Kleffel van het 16e Leger, dat ook voorwaarts wilde drukken richting Valgunde. De beide pantserkorpsen waren grotendeels vastgelopen op deze dag en deels zelfs in de verdediging. De 201e Beveiligingsdivisie werd in de bres tussen de twee korpsen geschoven, rond Papilė.

### 22 augustus – dag 7
De verbinding in de corridor was vast in Duitse handen. De 52e Beveiligingsdivisie rukte vanuit Tukums naar het zuiden op. Korps z.b.V. Kleffel rukte met de 81e Infanteriedivisie vanuit Tukums naar het zuiden en met de 93e Infanteriedivisie vanuit het oosten tegen Džūkste. Aan de rest van het front gebeurde deze dag niet zoveel, maar de 12e Pantserdivisie werd wel door een tankaanval van het 19e Tankkorps noordwestelijk van Žagarė zo’n 3-4 km teruggeworpen. In de avond werd de constructie Panzergruppe von Knobelsdorff weer opgeheven: dit had niet gewerkt om een gemakkelijker bevelstructuur te krijgen. Het 6e Gardeleger begon in de frontlinie te komen. Divisie Großdeutschland was grotendeels uit het front gehaald en werd naar de noordflank van het 39e Pantserkorps verplaatst om de aanval weer op gang te trekken. Ook de 4e Pantserdivisie werd naar de noordkant van de 12e Pantserdivisie verplaatst.

### 23 augustus – dag 8
De situatie in de corridor werd steeds sterker en de troepen rukten hier verder op naar het zuiden. Divisie Großdeutschland en 4e Pantserdivisie vielen aan rond Auce en boekten successen, waarbij de eerste divisie noordwestelijk van Auce terechtkwam en de ander nog ten westen van deze stad. De 5e Pantserdivisie werd die dag aangevallen zuidelijk van Kruopiai door sterke infanterie en 50 tanks van het 1e Tankkorps en het 103e Legerkorps. Kruopiai ging verloren, maar de aanvallen werden verder bloedig neergeslagen. De divisie claimde 29 Sovjet tanks vernietigd te hebben.

### 24 augustus – dag 9
Korps z.b.V. Kleffel bleef ook deze dag langzaam, maar gestaag naar het zuiden oprukken. De Staf 52e Beveiligingsdivisie werd uit het front genomen en de SS-Gruppe Hierthes plus diens Letse eenheden werd direct onder het 39e Pantserkorps geplaatst. De nieuwe aanval van dit korps met Divisie Großdeutschland en 4e Pantserdivisie bleef succesvol. Tegen de avond stond Divisie Großdeutschland rond Īle en 10 km noordoostelijk van Bēne en de 4e Pantserdivisie had Auce ingenomen en was intussen 3 km verder naar het noordoosten. De 5e Pantserdivisie claimde 22 Sovjettanks vernietigd te hebben in gevechten rond Kruopiai. De eerste delen van de onervaren, pas opgerichte 551e Grenadierdivisie werd aan de linkerflank van het 40e Pantserkorps geschoven en slaagden samen met een gepantserde groep van de 14e Pantserdivisie om het front naar voren te schuiven tot de oever van de Venta.

### 25 augustus – dag 10
Heeresgruppe Nord kwam op deze dag tot op 8 km noord van Dobele en de noord-groep van Divisie Großdeutschland kwam tot 8 km zuidwestelijk van deze stad. De zuid-groep van Divisie Großdeutschland en de 4e Pantserdivisie kwamen al niet meer vooruit en moesten hevige tegenaanvallen afweren van de 1e en 19e Tankkorpsen. De 14e Pantserdivisie werd langzaam uit het front genomen en door de 551e Grenadierdivisie vervangen. Deze pantserdivisie zou vervolgens de opmars van Divisie Großdeutschland moeten gaan  versterken vanaf de volgende dag.

### 26 augustus – dag 11
In de loop van de dag stootte de noord-groep van Divisie Großdeutschland door en probeerde contact te maken met de 81e Infanteriedivisie bij Dobele. De 4e en 12e Pantserdivisies waren in opmars, resp. uit het noorden en zuiden naar Bēne, maar hadden met zware tegenstand te kampen. De 14e Pantserdivisie stond klaar om de volgende dag aan te gaan vallen. Bij het 40e Pantserkorps verliep de dag rustig.

Na 11 dagen was het offensief met zes gepantserde divisies uitgedoofd tot een reeks kleine tactische gevechten. Er was alleen nog hoop dat de inzet van de 14e Pantserdivisie aan de noordvleugel nog eenmaal een opleving zou geven. Het aantal beschikbare tanks en gemechaniseerd geschut (309) was nog steeds goed te noemen, terwijl de divisies er ook nog 235 in kortdurende reparatie hadden.

### 27 augustus – dag 12
De verkenningseenheid van de Divisie Großdeutschland hield licht contact te maken met de 81e Infanteriedivisie bij Dobele. De 4e en 12e Pantserdivisies waren weer in actie rond Bēne. Rond Šiauliai was de situatie stabiel. Toen kwam aan het eind van de middag nieuws van de Heeresgruppe bij het 3e Pantserleger binnen: de 14e Pantserdivisie moest zich bij Tukums verzamelen en zou waarschijnlijk aan Heeresgruppe Nord afgegeven worden. Dat betekende in feite het einde van Operatie Doppelkopf. De 14e Pantserdivisie was met 75 inzetbare Pz IV en Pz V, 13 StuG’s en 5 Jagdpanzer veruit de sterkste pantserdivisie. Zonder deze was een voortgang van het offensief niet meer mogelijk. Ook al omdat er steeds meer aanwijzingen kwamen, dat de Sovjets meerdere gepantserde eenheden verzamelden.

## Conclusie
Operatie Doppelkopf was een gedeeltelijk succes. Het had geresulteerd in het heropenen van de verbinding met Heeresgruppe Nord, wat zeer belangrijk was. De strategisch belangrijke plaatsen Šiauliai en Jelgava konden echter niet heroverd worden.

## Verliezen
De verliezen van beide partijen zijn slecht gedocumenteerd.
Volgens een overzicht van het 3e Pantserleger van 27 augustus, waren gedurende twaalf dagen in totaal 1212 gevangenen gemaakt, en 349 tanks, 235 stuks geschut en 595 Pak vernietigd of buitgemaakt. Tot 25 augustus werden 2060 Sovjet soldaten gedood.
Volgens het 1e Baltische Front verloren de Duitse troepen 15.500 man, 354 tanks, 26 Sturmgeschütz III, 268 stuks geschut en duizenden voertuigen. 
Beide beweringen zijn slecht te staven. Gezien dat de Duitsers met 281 inzetbare tanks begonnen, lijken de genoemde verliezen wat aan de hoge kant.